# Austrian Business Agency
Die Austrian Business Agency GmbH (ABA) ist die Betriebsansiedlungsagentur der Republik Österreich und berichtet an das Bundesministerium für Arbeit und Wirtschaft.
Die Organisation ist zuständig für die Akquisition und die Betreuung von ausländischen Unternehmen, die in Österreich eine Niederlassung gründen wollen. Die ABA informiert über den Wirtschaftsstandort Österreich und berät internationale Investoren bei standortrelevanten Fragen.

## Geschichte
Die Betriebsansiedlungsagentur wurde 1982 als ICD Austria von der ÖBAG gegründet und 1995 in Austrian Business Agency (ABA) umbenannt. Anlässlich des 25-jährigen Firmenjubiläums 2007 hat die ABA ihr Corporate Design umgestellt und verwendet nun statt Austrian Business Agency den Namen ABA-Invest in Austria, um den Unternehmenszweck klarer erkennbar zu machen. ABA-Invest in Austria beschäftigt 25 Mitarbeiter.
Die ABA betreute viele internationale Unternehmen wie Sony, Infineon, Ikea, Matsushita Electric Works, Hutchison Mobilfunk, Holmes Place oder Starbucks bei ihrer Ansiedlung in Österreich.
Eine Teilorganisation der ABA, die FILM in AUSTRIA (vormals Location Austria), bewirbt seit 1997 Österreich als Standort für internationale Filmproduktionen. Film in Austria ist gemeinsam mit Austria Wirtschaftsservice GmbH (aws) für die Abwicklung der Fördermaßnahmen im Rahmen der Initiative "Film Industry Support Austria" (FISA) zuständig. FISA ist eine Initiative des Bundesministeriums für Wissenschaft, Forschung und Wirtschaft zur Unterstützung von Kinofilmen mit einem nicht rückzahlbaren Zuschuss in Höhe von 25 Prozent der förderungsfähigen österreichischen Herstellungskosten.
Ab 1997 war René Siegl Geschäftsführer, Mitte 2021 folgte ihm René Tritscher in dieser Funktion nach.

## Tätigkeitsfelder
Im Wettbewerb um Direktinvestitionen befindet sich Österreich in Konkurrenz mit der internationalen Staatengemeinschaft. Die Betriebsansiedlungsagentur bewirbt den Wirtschaftsstandort und hat das Ziel, das Image Österreichs als Industrienation weiter zu verbessern. Österreich ist das viertreichste Land in der EU, wird aber nach wie vor hauptsächlich als Tourismus- und Kulturnation wahrgenommen.
Die ABA unterstützt ausländische Unternehmen kostenlos bei der Firmengründung in Österreich. Die Investoren erhalten Informationen über den Wirtschaftsstandort Österreich sowie über die wirtschaftlichen, politischen und rechtlichen Rahmenbedingungen. Zum Tätigkeitsbereich von ABA-Invest in Austria gehört außerdem die Herstellung aller notwendigen Kontakte in Österreich sowie die Beratung bei der Standortsuche und Bereitstellung von relevanten Informationen für ein Unternehmen, wie etwa Kostenfaktoren (z. B. Lohnkosten und Infrastrukturkosten), steuerliche Aspekte oder die Performance von Wirtschaftsbranchen im Land. Unternehmen erhalten auch bei Erweiterungsinvestitionen Unterstützung.

## Kritik
Im Februar 2024 stellte der Rechnungshof eine „Überbudgetierung“ der ABA durch das Wirtschaftsministerium fest. Auch das Fehlen einer mehrjährigen, für alle Geschäftsbereiche gültigen Marketingstrategie wurde bemängelt. Laut ABA sei hingegen mehrjährige Planung „wenig sinnvoll“.

## Internationale Direktinvestitionen
2019 konnte ABA-Invest in Austria mithelfen, 462 internationale Unternehmen anzusiedeln. Die Investitionssumme betrug 1,85 Milliarden Euro (ein Plus von 152 Prozent im Vergleich zum Vorjahr: 734 Millionen) und die Zahl der geschaffenen Arbeitsplätze 4.896 (2018:2.888).
Aus dem traditionell stärksten Investorland Deutschland kamen 143 Unternehmen nach Österreich. Auf Rang 2 schaffte es, wie auch 2018 (28) Italien mit 45 neuen Ansiedlungen. Einen deutlichen Anstieg verzeichnete ABA-Invest in Austria bei britischen Unternehmen (2019: 24, 2018: 14). Knapp ein Fünftel (89) der Ansiedlungen, aus den CEE/SEE-Ländern. Auch konnten 2019 28 neue Startups, 10 mehr als noch im Vorjahr bei ihrer Gründung in Österreich unterstützt werden.
Auch als Forschungsstandort wird Österreich immer relevanter. Die Anzahl der neu angesiedelten, internationalen Unternehmen, die in Österreich Forschung und Entwicklung betreiben hat sich 2019 mit 66 mehr als verdoppelt (2018: 32). Diese 66 Betriebe schufen 1.871 neue Arbeitsplätze und investierten 844 Mio. Euro in den österreichischen Markt. Österreich punktet im Ausland vor allem mit höchstqualifizierten Fachkräften und einer steuerlichen Forschungsprämie von 14 %.
Bundesländerranking
2019 siedelten sich mit 235 internationalen Unternehmen mehr als die Hälfte in der Hauptstadt Wien an (2018: 182). Stärkstes Bundesland nach Wien war Salzburg mit 44 (2018: 30) Betriebsansiedlungen, gefolgt von Niederösterreich mit 39 (2018: 32) und Oberösterreich mit 37 Unternehmen (2018:15). Für Tirol und Kärnten entschieden sich jeweils 33 Betriebe (2018: 18 bzw. 22). 27 Unternehmen gingen in die Steiermark (2018: 29), sieben ins Burgenland (2018: sechs) und sechs nach Vorarlberg (2018: 16). Ein Unternehmen hat Standorte in mehreren Bundesländern.
| Jahr        | 2006 | 2007 | 2008 | 2009 | 2010 | 2011 | 2012 | 2013 | 2014 | 2015 | 2016 | 2017 | 2018 | 2019 |
| Unternehmen | 152  | 201  | 256  | 158  | 198  | 183  | 201  | 228  | 276  | 297  | 319  | 344  | 355  | 462  |